# الیکایی بویک
الیکایی بویک (نام علمی: Thryomanes bewickii) نام یک گونه از تیره الیکایی است.